# Котт, Владимир Константинович
Влади́мир Константи́нович Котт (род. 22 февраля 1973, Москва) — российский режиссёр театра и кино, сценарист, продюсер и монтажёр. Брат-близнец Александра Котта.

## Биография
Родился в семье Константина Самуиловича Котта (1937—2001) и Беллы Шепшелевны Рахлиной (1937—1987). В 1996 году окончил режиссёрский факультет ГИТИС (мастерская Б. Г. Голубовского). С 1996 по 2000 год работал в тверском ТЮЗе и Новгородском театре драмы имени Достоевского, а также в театрах Калуги и Москвы. В 2002 году поступил на режиссёрский факультет ВКСР (мастерская В. И. Хотиненко, П. К. Финна), который окончил в 2004 году.
Карьеру в кино Владимир Котт начал в 1999 году, когда выполнял обязанности второго режиссёра на фильме «Ехали два шофёра», который снимал его брат Александр. Во время учёбы на режиссёрских курсах снимал короткометражные фильмы для каналов РТР (2002) и ТВЦ (2003). Дипломная работа, короткометражный фильм «Дверь», вышла в 2004 году и завоевала награды на нескольких фестивалях, включая российскую «Святую Анну», фестиваль студенческого кино Sehsüchte в Потсдаме (Германия) и Брюссельский фестиваль фантастических фильмов, а также фестивали во Франции, Италии и Сирии. Фильм был приобретён для показа в ряде стран Европы.
После окончания курсов Владимир Котт вернулся на телевидение, чтобы снимать сериалы. Начал он с восьмисерийного фильма «Родственный обмен», где снялись Кристина Орбакайте, Михаил Пореченков, Марат Башаров и Дмитрий Певцов. В 2008 году вышел его первый полнометражный кинофильм «Муха». Фильм был удостоен наград крупных фестивалей, в том числе Золотого кубка Шанхайского международного кинофестиваля и приза за лучший европейский дебютный фильм фестиваля детского кино в Злине (Чехия).
В 2011 году вышел новый кинофильм Владимира Котта «Громозека», снятый им по собственному сценарию. Фильм был включён в конкурсную программу Роттердамского международного кинофестиваля.

## Общественная позиция
В марте 2014 году подписал письмо «Мы с Вами!» «КиноСоюза» в поддержку Украины.
В феврале 2022 года подписал открытое письмо КиноСоюза против военного вторжения России в Украину.

## Фильмография

### Режиссёр
- 2004 — «Дверь» (короткометражка)
- 2005 — «Родственный обмен»
- 2006 — «Охотник»
- 2007 — «Короли игры»
- 2008 — «Муха»
- 2008 — «9 мая. Личное отношение» (новелла «Надпись»)
- 2008 — «Ораниенбаум. Серебряный самурай»
- 2010 — «Москва. Центральный округ 3»
- 2011 — «Громозека»
- 2011 — «Операция «Горгона»»
- 2012 — «В зоне риска»
- 2012 — «Некуда спешить» (новелла «К Элизе»)
- 2013 — «Пётр Лещенко. Всё, что было…»
- 2014 — «На дне»
- 2017 — «Карп отмороженный»[6]
- 2018 — «День до»
- 2018 — «Заступники»
- 2019 — «Клятва»
- 2019 — «Глазами детей»
- 2019 — «Без памяти»
- 2020 — «Идеальная семья»
- 2021 — «Конец фильма»
- 2022 — «Непослушник»
- 2022 — «Уголь»
- 2022 — «Дикие»
- 2022 — «Непослушник 2»
- 2024 — «Обе две»
- 2024 — «Непослушники»

### Сценарист
- 2004 — «Дверь» (короткометражка)
- 2008 — «Муха»
- 2008 — «9 мая. Личное отношение» (новелла «Надпись»)
- 2011 — «Громозека»
- 2011 — «Операция «Горгона»»
- 2012 — «Некуда спешить» (новелла «К Элизе»)
- 2014 — «На дне»
- 2021 — «Конец фильма»

### Продюсер
- 2017 — «Язычники»

### Монтажёр
- 2017 — «Карп отмороженный»

### Актёр
- 2008 — «Самая красивая-2» — эпизод
- 2009 — «Зона турбулентности» — Женя
- 2010 — «Громозека» — режиссёр порностудии
- 2013 — «Шерлок Холмс» — Генри Розенберг (фильм 7-й «Последнее дело Холмса»)
- 2015 — «Серая мышь» (к/м)
- 2016 — «Весна, приходи!» (к/м)
- 2021 — «Конец фильма» — Харлампидис

## Признание и награды
- МКФ в Лас-Пальмасе (Испания) 2004 — Гран-При (фильм «Дверь»)
- МКФ в Брюсселе (Бельгия) 2004 — Гран-При за лучший короткометражный фантастический фильм (фильм «Дверь»)
- МКФ в Дамаске (Сирия) 2005 — Гран-При за лучший короткометражный фильм (фильм «Дверь»)
- МКФ в Исмаилии (Египет) 2005 — Гран-При за лучший короткометражный фильм (фильм «Дверь»)
- МКФ в Триесте (Италия) 2005 — Гран-При за лучший короткометражный фильм (фильм «Дверь») и Приз зрительских симпатий
- МКФ в Анжере (Франция) 2005 — Приз зрительских симпатий и Приз студенческого жюри (фильм «Дверь»)
- МКФ в Пуатье (Франция) 2005 — Специальный Приз режиссёров (фильм «Дверь»)
- «Святая Анна» 2004, Москва — II премия в категории «Игровое кино», диплом жюри лауреатов (к/м фильм «Дверь»)
- «Paris Tout Court» в Париже (Франция) 2005 — Приз за лучший короткометражный фильм и Приз зрительских симпатий (фильм «Дверь»)
- МКФ в Баку (Азербайджан) 2005 — Приз за лучший сценарий (фильм «Дверь»)
- «Московская премьера» г. Москва (Россия) 2005 — Приз зрительских симпатий (фильм «Дверь»)
- Международный студенческий фестиваль в Потсдаме 2006 — Лучший фильм (фильм «Дверь»)
- Шанхайский кинофестиваль 2008 — Золотой кубок за лучший фильм (фильм «Муха», совместно с Е. Гиндилисом)
- Злинский международный фестиваль детского и юношеского кино 2008 — специальный приз жюри за лучший европейский дебютный фильм (фильм «Муха»)
- МКФ дебютов «Дух огня» 2008 — Приз «Бронзовая Тайга» (фильм «Муха»)
- Фестиваль русского кино UNIVERCINE в Нанте (Франция) 2009 — Приз Зрительских симпатий (фильм «Муха»)
- New Directors/New Films в Нью-Йорке (США) 2009 (фильм «Муха»)
- Фестиваль европейского кино в Лечче (Италия) 2009 — Приз FIPRESCI (фильм «Муха»)
- Фестиваль восточноевропейского кино в Коттбусе (Германия) — Приз за лучший дебют (фильм «Муха»)
- Специальный приз Совета Академии «За творческие достижения в искусстве телевизионного кинематографа» (кинопремия «Ника» 2018) за фильм «Пётр Лещенко. Всё, что было…»